# ونگرا
ونگرا (به انگلیسی: Vengara) یک زیستگاه انسانی در هند است که در Malappuram district واقع شده‌است.